# ジープ・リバティ
リバティ（LIBERTY）は、ジープブランドで販売されるスポーツ・ユーティリティ・ビークル（SUV）で、アメリカ合衆国外ではチェロキー（CHEROKEE）として販売されている。
パトリオットが発売されるまでは、4ドアモデルでは最小のジープ車であった。

## 歴代モデル

### 初代 KJ（2001-2007年）
2001年に北米でのXJチェロキーの後継車として発売。コンセプトカーのジープスターとダカールをもとにデザインされた。
エンジンは、V型6気筒 3.7 Lパワーテックエンジンが搭載され、2006年モデルからは直列4気筒 2.4 Lパワーテックエンジンが搭載された。また、2005年、2006年モデルにはVMモトーリ（英語版）製のR 428 DOHC 直列4気筒 2.8 Lコモンレールターボディーゼルエンジンも搭載された。北米ではディーゼル乗用車はあまり馴染みがないが、試験的に導入された。ディーゼルモデルは販売開始1年で10,000台を売り上げ、販売予想台数を大幅に上回った。しかし、2007年にはアメリカのディーゼル排出基準が強化され、VMモトーリ製のエンジンが適合できなかったため、ディーゼルモデルの販売は中止された。
また、欧州市場向けの輸出車両には、2.5 Lコモンレールディーゼルエンジンを搭載した商用車が存在し、リアドアにはガラスが設置されておらず、また後部座席部分は平らな荷室となっている。
トランスミッションは、42RLE 4速オートマチックトランスミッションに、ニュー・ベンチャー・ギア製のNV1500およびNV3500 5速マニュアルトランスミッションと、NSG370 6速マニュアルトランスミッションが組み合わせられる。また、コモンレールディーゼルエンジン搭載車には、メルセデス・ベンツ製のW5A400 5速トランスミッションが組み合わされた。
駆動方式は、四輪駆動で、パートタイムコマンド・トラック4WDと、フルタイムセレック・トラック4WDの2種類が用意された。
2001年10月13日には日本での販売を開始。
生産はアメリカのほか、エジプト市場向けにArab American Vehicles社によって製造され、ベネズエラ市場向けにバレンシアで製造されている。

### 2代目 KK（2008-2013年）
2007年のニューヨーク国際オートショーで発表され、2008年にフルモデルチェンジをして発売。KKジーププラットフォームをベースにダッジ・ナイトロとジープ・チェロキーKK（米国名リバティー）が開発される。
パトリオットおよびコンパスが発売されたためガソリンエンジンでは直列4気筒が廃止され、V型6気筒 3.7 Lパワーテックエンジンのみ、ディーゼルはVMモトーリ製の直列4気筒A 428 DOHCが搭載された。北米向けのディーゼルエンジンは排出基準に適合していないため、用意されていない。また、トランスミッションは4速オートマチックトランスミッションおよび6速マニュアルトランスミッションが組み合わせられる。
日本では、2008年6月7日に3.7 Lのみが発売された。また、2009年モデルからは、6速マニュアルトランスミッションは廃止され、後車軸シャフトや、ステアリングギアバルブ、アンチロールバー、ブレーキキャリパーなどが改良された。KKは、エレクトロニック・スタビリティー・プログラム（ESP）、エレクトロニック・ロール・ミティゲーション（ERM）、ABSとの組み合わせにより早期危険回避、滑りやすい路面での安定したブレーキ性能を維持するエレクトロニック・ブレーキ・フォース・ディストリビューション（EBT）を標準装備。オフロードでは、セレック・トラック II アクティブフルタイム4×4により、あらゆる状況下でのトラクション調整を行い、トラクションを得られない状況下で最もグリップの得られているホイールに瞬時にトルクを伝達する。ヒルスタートアシスト（HSA）は上り坂での発進時にブレーキペダルから足を離しても車両が後方へ下がるのを一時的に防止する。ヒルディセントコントロール（HDC）は急な下り坂での4×4ローモードを自動制御、アクセルペダルもブレーキペダルも踏むことなくスムーズに坂道を下ることができる。2010年モデルはスピードメーター下のECOランプがエコドライブ時に点灯する。
2012年8月8日　同月16日をもってオハイオ州・トレド工場での生産を終了することを発表。38年の歴史に幕を下ろす。尚、2013年には同工場生産による後継モデルが登場。後継モデル名はリバティの前身である「チェロキー」に回帰し、メカニズムはダッジ・ダートを基としたFFベースのクロスオーバーSUVに転身する。